# 長倉村
長倉村（ながくらむら）は茨城県那珂郡にかつて存在した村である。

## 地理
- 旧・御前山村の北部、現在の常陸大宮市の南西部に位置する。
- 村の南部には那珂川が流れている。
- 村は栃木県との境界に面している

## 歴史

### 村域の変遷
- 1889年（明治22年）4月1日 - 町村制施行により、長倉村・金井村・野田村・秋田村・中居村が合併し那珂郡長倉村が発足。
- 1956年（昭和31年）9月29日 - 御前山村と合併し、改めて東茨城郡御前山村が発足。同日長倉村廃止。
- 2004年（平成16年）10月16日 - 御前山村が那珂郡山方町・美和村・緒川村とともに、那珂郡大宮町（即日改称・市制、常陸大宮市）へ編入合併され廃止。

変遷表
| 1868年 以前 | 1868年 以前 | 明治22年 4月1日 | 昭和31年 10月29日 | 平成16年 10月16日 | 現在       |
| ----------- | ----------- | --------------- | ----------------- | ----------------- | ---------- |
|             | 長倉村      | 長倉村          | 御前山村          | 大宮町 に編入     | 常陸大宮市 |
|             | 野田村      | 長倉村          | 御前山村          | 大宮町 に編入     | 常陸大宮市 |
|             | 金井村      | 長倉村          | 御前山村          | 大宮町 に編入     | 常陸大宮市 |
|             | 秋田村      | 長倉村          | 御前山村          | 大宮町 に編入     | 常陸大宮市 |
|             | 中居村      | 長倉村          | 御前山村          | 大宮町 に編入     | 常陸大宮市 |

## 人口・世帯

### 人口
総数 [単位： 人]
| 1889年（明治22年） | 2,049 |
| 1891年（明治24年） | 2,040 |
| 1920年（大正 9年） | 2,465 |
| 1935年（昭和10年） | 2,620 |
| 1950年（昭和25年） | 3,143 |

### 世帯
総数 [単位： 世帯]
| 1920年（大正 9年） | 500 |
| 1935年（昭和10年） | 502 |
| 1950年（昭和25年） | 585 |